# Kengesz Kułmatow
Kengesz Nurmatowicz Kułmatow (kirg. Кеңеш Нурматович Кулматов; ros. Кенеш Нурматович Кулматов, ur. 25 maja 1934 we wsi Akbeszim w obwodzie czujskim w Kirgiskiej SRR) – radziecki polityk, działacz partyjny, dyplomata.

## Życiorys
1955 ukończył studia na Wydziale Filologicznym Kirgiskiego Uniwersytetu Państwowego ze specjalnością „nauczyciel kirgiskiego języka i literatury”, 1960-1965 był I sekretarzem KC Komsomołu Kirgizji, a 1965-1971 I sekretarzem Swierdłowskiego Komitetu Rejonowego i Frunzeńskiego Miejskiego Komitetu Komunistycznej Partii Kirgistanu, 1971-1983 sekretarz KC KPK. Od 19 listopada 1985 do 21 lipca 1988 ambasador ZSRR na Sri Lance, jednocześnie od 9 stycznia 1986 do 16 sierpnia 1988 ambasador ZSRR na Malediwach, od 22 czerwca 1988 do 14 września 1990 ambasador ZSRR w Nepalu, później ambasador Rosji w Tanzanii. Deputowany do Rady Najwyższej ZSRR 6 kadencji, deputowany do Rady Najwyższej Kirgiskiej SRR.

## Odznaczenia
- Order Czerwonego Sztandaru Pracy (dwukrotnie)
- Order Przyjaźni Narodów
- Order „Znak Honoru”